# Charles F. Brannan
Charles Franklin Brannan (Denver, 23 agosto 1903 – Denver, 2 luglio 1992) è stato un politico statunitense.

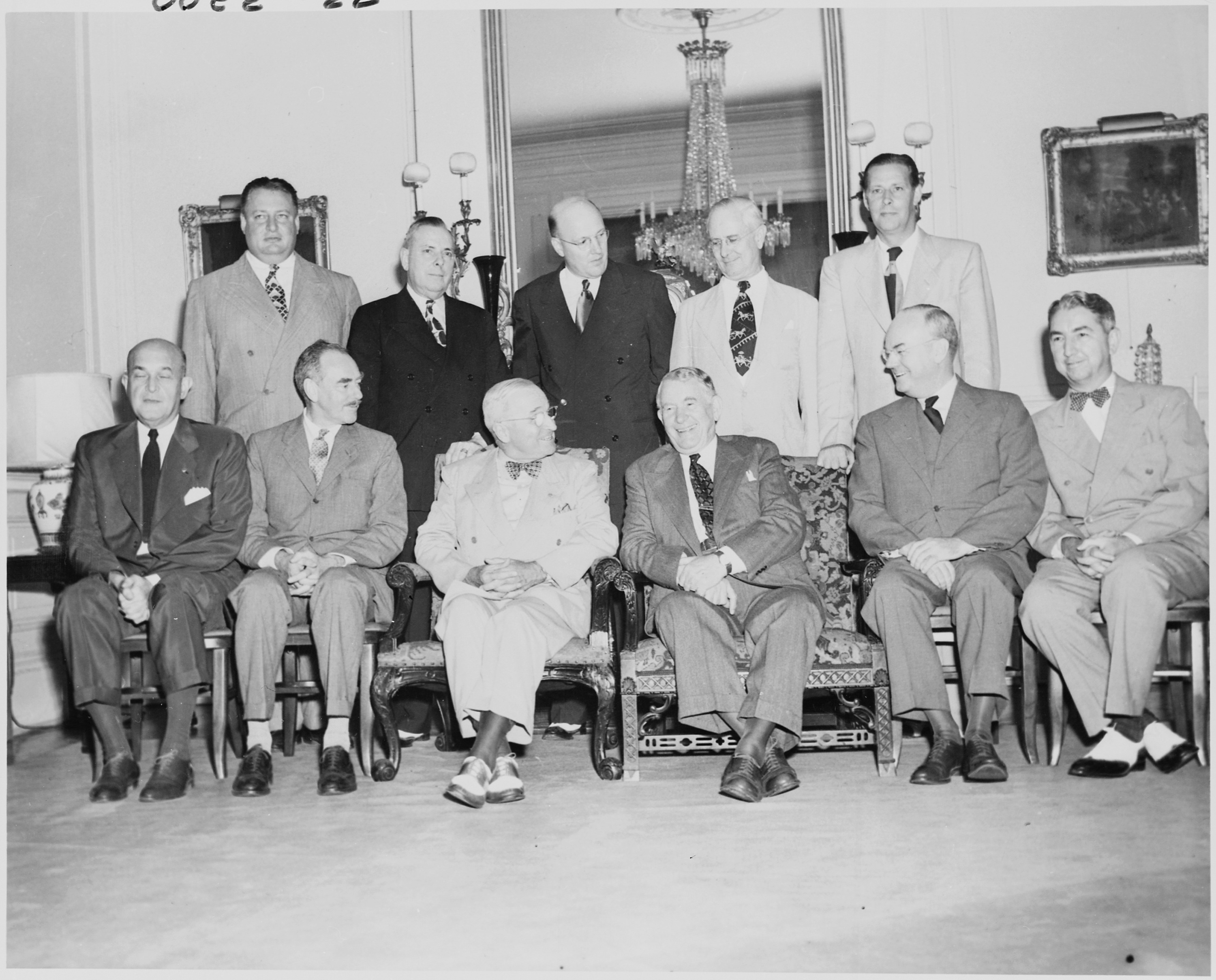
Governo Truman

Quattordicesimo Segretario dell'Agricoltura degli Stati Uniti d'America durante la presidenza di Harry Truman, fu promotore del Brannan Plan come parte del Fair Deal.